# Wilhelm Metternich (Politiker)
Wilhelm Metternich (* 2. Januar 1788 in Mainz; † 16. Juli 1839 ebenda) war ein hessischer Gutsbesitzer und Politiker und Abgeordneter der zweiten Kammer der Landstände des Großherzogtums Hessen.

## Familie
Wilhelm Metternich war der Sohn des Hofgerichtsrates und Professors der Medizin an der Universität Mainz Anton Franz Metternich (1754–1827) und dessen Frau Christine geborene Strack. Wilhelm Metternich, der katholischer Konfession war, heiratete Maria Margaretha geborene Wissent (Wiesenth). Er war Gutsbesitzer auf dem Sandhof in Heidesheim am Rhein.

## Politik
In der 1. und 2. Wahlperiode (1820–1824) war er Abgeordneter der zweiten Kammer der Landstände des Großherzogtums Hessen. In den Landständen vertrat er den Wahlbezirk Rheinhessen 2/Ober-Ingelheim – Gau-Algesheim.